# La tortura
Singles par Shakira
Que Me Quedes Tú
(2002) No
(2005)
Singles par Alejandro Sanz
Try To Save Your S'ong
(2004) A la Primera Persona
(2006)
Pistes de Fijación Oral Vol. 1
La Pared
(2) Obtener un Sí
(4)
La tortura est un duo de Shakira et Alejandro Sanz issu de l'album Fijación Oral Vol. 1. Le CD single est sorti en 15 avril 2005. Une version alternative mêlant anglais et espagnol est aussi sortie sur la réédition d’Oral Fixation Vol. 2.

## Titres sur le single
1. La tortura (Album Version) (Artista Invitado Alejandro Sanz)
2. La tortura [Shaketon Remix]
3. La pared (Versión Acústica)

## Informations sur les titres du single

### Album Version
C'est la version la plus connue de la chanson. C'est celle-là qui se trouve sur l'album Fijación Oral Vol. 1. C'est également celle-ci qui a bénéficié d'une sortie en single. Elle est chantée entièrement en espagnol, que ce soit lors des couplets de Shakira ou d'Alejandro Sanz.
Le clip de La tortura reprend cette version. Sa durée est de 3:45. Il est sorti en 2006.
- Auteurs des Paroles: Shakira et Alejandro Sanz
- Auteurs de la musique: Shakira et Luis Fernando Ochoa

### Shaketon Remix
C'est l'autre version disponible sur Fijación Oral Vol. 1, chantée également en espagnol. La différence avec la précédente version étant qu'elle a été remixée.

### La Pared (Versión Acústica)
Ceci n'est rien d'autre que La Pared de l'album Fijación Oral Vol. 1. Les effets électroniques musicaux en moins.

## Titres liés

### Fijación Oral Vol. 1

#### La Pared
C'est la version album de La Pared (Versión Acústica). Ces deux chansons sont disponibles ensemble dans l'album (piste 2 et piste 11).
- Auteure des paroles : Shakira
- Auteurs de la musique: Shakira et Lester Mendez.

### Oral Fixation Vol. 2

#### Version alternative
Cette version là se trouve sur la réédition du CD Oral Fixation Vol. 2. Contrairement à son homologue du vol. 1, cette chanson est partiellement déclamée en anglais. En effet, le premier et le dernier couplet de Shakira, ainsi que tous ceux d'Alejandro Sanz restent en castillan. Par contre, la partie du refrain occupée par Shakira et ses couplets à l'intérieur de la chanson sont en anglais.

## Classements et certifications
| Classement (2005)                       | Meilleure position |
| --------------------------------------- | ------------------ |
| Autriche (Ö3 Austria Top 40)            | 3                  |
| Belgique (Flandre Ultratop 50 Singles)  | 8                  |
| Belgique (Wallonie Ultratop 50 Singles) | 5                  |
| Canada (Hot 100)                        | 21                 |
| Tchéquie (IFPI Rádio)                   | 24                 |
| Danemark (Tracklisten)                  | 7                  |
| Europe (Hot 100)                        | 5                  |
| France (SNEP)                           | 7                  |
| Finlande (Suomen virallinen lista)      | 6                  |
| Allemagne (Media Control AG)            | 4                  |
| Hongrie (Rádiós Top 40)                 | 1                  |
| Hongrie (Single Top 40)                 | 3                  |
| Hongrie (Dance Top 40)                  | 5                  |
| Italie (FIMI)                           | 3                  |
| Pays-Bas (Nederlandse Top 40)           | 3                  |
| Espagne (Promusicae)                    | 1                  |
| Suède (Sverigetopplistan)               | 6                  |
| Suisse (Schweizer Hitparade)            | 2                  |
| États-Unis (Hot 100)                    | 23                 |
| États-Unis (Hot Latin Songs)            | 1                  |
| États-Unis (Billboard Tropical Songs)   | 1                  |
| États-Unis (Pop Airplay)                | 27                 |
| États-Unis (Dance Club Songs)           | 21                 |

| Pays       | Organisme | Certifications |
| ---------- | --------- | -------------- |
| Autriche   | IFPI      | Or             |
| Allemagne  | BVMI      | Or             |
| Mexique    | AMPROFON  | Or             |
| Suisse     | IFPI      | Or             |
| États-Unis | RIAA      | Platine        |

| Classement (2005)                         | Position |
| ----------------------------------------- | -------- |
| Autriche Classement single                | 14       |
| Belgique (Flandre) Classement single      | 22       |
| Belgique (Wallonie) Classement single     | 10       |
| Pays-Bas Top 40                           | 3        |
| France Classement single                  | 22       |
| Hongrie Classement airplay radio          | 1        |
| Espagne Classement single                 | 4        |
| Suisse Classement single                  | 3        |
| États-Unis U.S. Billboard Hot 100         | 60       |
| États-Unis U.S. Billboard Hot Latin Songs | 1        |

## Clip vidéo
Le clip vidéo de "La Tortura" a été réalisé par Michael Haussman. Shakira a déclaré qu'elle aimait beaucoup son travail, car elle sentait qu'il était "un homme très sensible". Elle a également déclaré que Haussman « était la bonne personne pour transmettre le sentiment de cette vidéo, pour la comprendre, et en plus de tout cela, il a une très bonne énergie, une bonne ambiance, il a un bon esprit et une bonne humeur. Travailler avec lui a été une belle expérience ». Elle a été filmée du 8 au 12 avril 2005 à Bay Harbor Island, dans un bâtiment art déco,. Avant de filmer la vidéo, elle a consulté un ami prêtre pour savoir s'il serait approprié de filmer les scènes en tant qu'intérêt amoureux de Sanz alors qu'elle était dans une relation engagée avec son fiancé de l'époque, Antonio de la Rúa, et le prêtre lui a donné la permission. Shakira a fait son propre maquillage pour la vidéo, car elle voulait un « look très naturel » pour cela. La chorégraphie a été réalisée par Jamie King et Shakira elle-même; selon elle, elle a inventé tout le se déplace pendant que King la filme avec une caméra, puis doit apprendre ses propres mouvements, qualifiant le processus de « si dur ».
Le clip vidéo a été diffusé pour la première fois le 26 avril 2005 dans la série « Making the Video » de MTV. Après une diffusion spéciale du clip « Gasolina » de Daddy Yankee sur MTV en 2004, "La Tortura" a été parmi les premiers clips musicaux espagnols à être diffusés sur MTV. Il est également devenu le premier clip espagnol à être ajouté à la rotation élevée sur VH1. De plus, l'épisode entier de Making the Video a été diffusé en espagnol, avec des sous-titres en anglais. Le clip commence avec Sanz observant Shakira dans un appartement alors qu'elle marche dans la rue en se rendant chez elle L'homme regarde Shakira dans son appartement, situé de l'autre côté de la rue, tout en tenant un sac d'oignons. Il la regarde pleurer en les coupant, mais les oignons sont hors de sa vue. Des scènes de l'époque où ils étaient encore en couple sont montrées, avec le couple vu en train de manger de la nourriture chinoise, et Shakira rampant sur la table pendant que Sanz l'admire. On la voit ensuite danser érotiquement sur le toit d'un immeuble, couverte de peinture noire. La vidéo se termine avec Shakira s'approchant de la fenêtre pour se rendre compte que Sanz l'espionnait et se retourne.
La vidéo de la version remixée de la chanson, connue sous le nom de « La Tortura (Shaketon Remix) », comportant des scènes inédites, a été incluse sur le DVD bonus « Oral Fixation, Vol. 1 & 2 » (2006). Le clip a remporté le prix du clip de l'année aux 2005 MTV Video Music Awards Latinoamerica. Il a également reçu trois nominations aux 2005 MTV Video Music Awards, dans les catégories MTV Video Music Award de la meilleure vidéo féminine, MTV Video Music Award de la meilleure vidéo de danse et Viewer's Choice Award, devenant ainsi la première fois qu'un clip vidéo espagnol était nommé pour une nomination aux récompenses. L'année suivante, La Tortura a été nommée pour le Latin Grammy Award de la meilleure vidéo musicale de courte durée lors de la 7e édition annuelle des Latin Grammy Awards. La vidéo a été marquée « Vevo Certified » par le site Web de vidéoclips en coentreprise Vevo pour avoir atteint plus de 100 millions de vues.